# Planrupt
Planrupt – miejscowość i gmina we Francji, w regionie Grand Est, w departamencie Górna Marna.
Według danych na rok 2005 gminę zamieszkiwały 283 osoby, a gęstość zaludnienia wynosiła 34,1 osób/km².